# Ривинус, Августус Квиринус
Августус Квиринус Ривинус (настоящая фамилия Бахман) (нем. August-Quirinus Rivinus (Bachmann), 1652—1723) — немецкий естествоиспытатель (ботаник, анатом, астроном), профессор в Лейпцигском университете с 1691 года.
Родился в семье Андреаса Ривинуса (1601—1656), профессора философии и медицины в Лейпциге, учёного и поэта (писал стихи на латинском языке).

## Краткая биография
Августус Квиринус Ривинус изучал медицину в Лейпцигском университете. В 1670 он стал бакалавром философии, в 1671 году — магистром. Продолжал образование в Гельмштедтском университете. Позже работал практикующим врачом в Лейпциге.
C 1691 года он занимал должность профессора физиологии и ботаники Лейпцигского университета, с 1701 года — должность профессора патологии, затем профессора терапии; также он занимал должность директора Ботанического сад Лейпцигского университета.
Предложил особую систему классификации растений на основании строения цветка. В его системе 1690 года порядки делились на роды и виды, в этом Ривинус был последователем учения Иоахима Юнга (1578—1657), которого можно назвать одним из основоположников использования в биологической систематике бинарной номенклатуры.
Ривинус описал несколько малых подъязычных протоков, самостоятельно впадающих в полость рта. По имени первооткрывателя они называются ривинусовскими (бахмановскими) протоками.

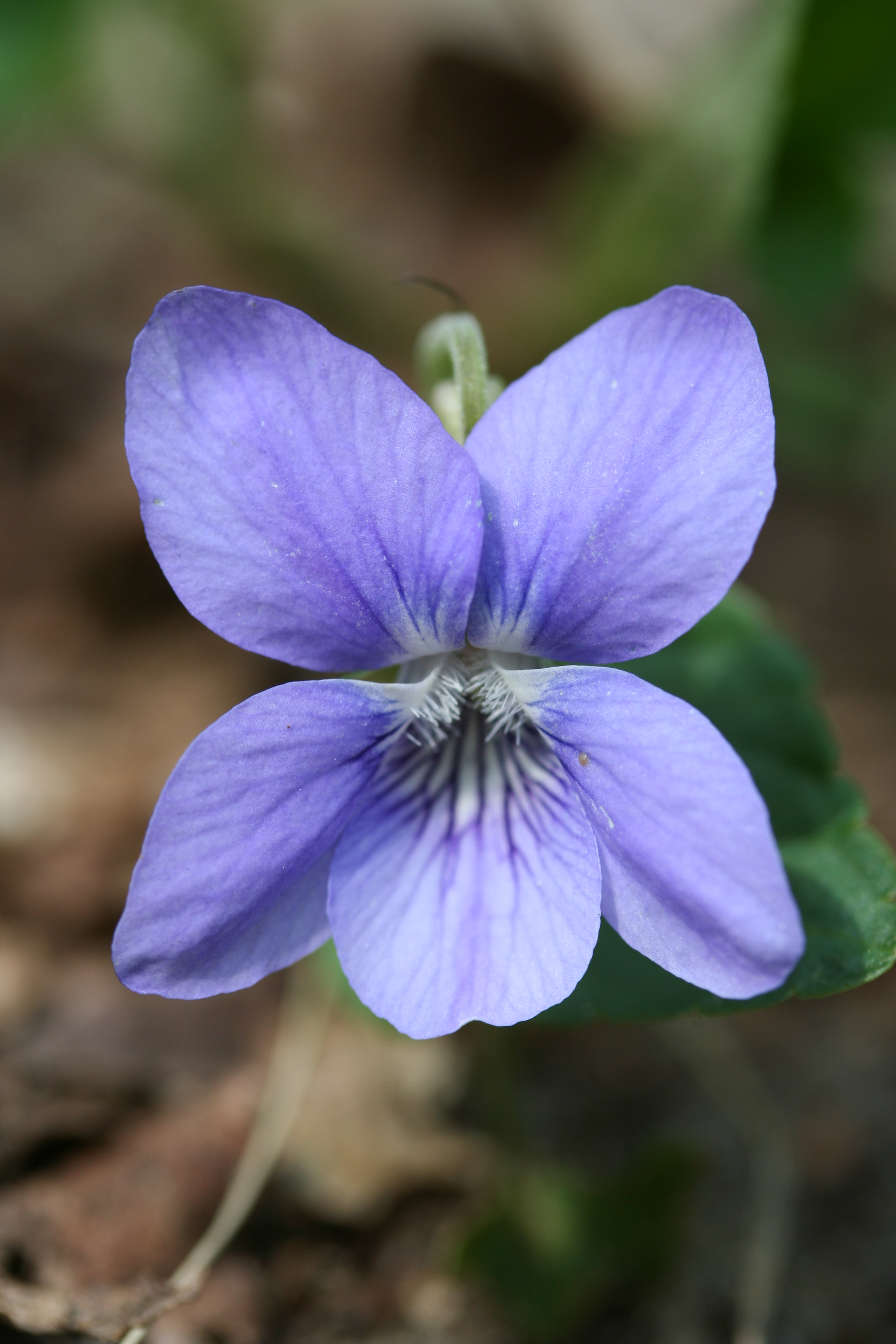
Viola riviniana, названная в честь Августуса Ривинуса

Занимался также астрономией. В 1713 году, наблюдая пятна на Солнце, сильно повредил глаза и практически ослеп.

## В честь Августуса Ривинуса
Французский ботаник Шарль Плюмье в 1703 году в своей работе Nova Plantarum Americanarum Genera назвал в честь Августуса Квиринуса Ривинуса род Rivina из семейства Лаконосовые, позднее это название было использовано Карлом Линнеем. Поскольку согласно Международному кодексу ботанической номенклатуры в качестве исходного пункта ботанической номенклатуры установлена дата 1 мая 1753 года, формально автором названия является Линней и полное научное название рода записывается как Rivina L. (1753).
В честь Ривинуса также назван один из видов фиалки — Viola riviniana Rchb. (1823).

## Работы
Некоторые из сочинений Ривинуса:
- Introductio generalis in rem herbariam. — Lipsiae [ Leipzig ]: Typis Christoph. Güntheri, 1690. — [8], 39 p. (в 1720 вышло третье издание),
- Ordo Plantarum qvae sunt Flore Irregulari Monopetalo. — Lipsiae: Typis Christoph. Fleischeri, 1690. — 22, [4] p. + 124 tab.
- Ordo Plantarum qvae sunt Flore Irregulari Tetrapetalo. — Lipsiae: Typis Christoph. Fleischeri, 1691. — [6], 20, [4] p. + 121 tab.
- Ordo Plantarum qvae sunt Flore Irregulari Pentapetalo. — Lipsiae: Typis Joh. Heinrici Richteri, 1699. — [6], 28, [4] p. + 139 tab.
- D.A.Q.R. ad celeberrimum virum dominum Johan. Rajum… Epistola — Lipsiae: Prostat apud Davidem Fleisherum, 1694. — 24 p.
- Censura medicamentorum officinalium. Lipsiae, J. Fritsch, 1701